# Ора (провинция Больцано)
Ора (итал. Ora) — коммуна в Италии, располагается в регионе Трентино — Альто-Адидже, в провинции Больцано.
Население составляет 3427 человек (2008 г.), плотность населения составляет 290 чел./км². Занимает площадь 12 км². Почтовый индекс — 39040. Телефонный код — 0471.
Покровителями коммуны почитаются святые апостолы Пётр и Павел, празднование 29 июня.

## Демография
Динамика населения:

## Администрация коммуны
- Официальный сайт: http://www.comune.ora.bz.it/ Архивная копия от 9 декабря 2008 на Wayback Machine